# Macbeth
 For alternative betydninger, se Macbeth (flertydig). (Se også artikler, som begynder med Macbeth)
Macbeth er en tragedie skrevet af William Shakespeare; handlingen er løst baseret på den historiske konge Macbeth af Skotland.
Rollen som Lady Macbeth betragtes som en af de sværeste kvindelige teaterroller, da hun fremviser et omfattende følelsesregister. Samtidig er hun kvindelig, kold, ondsindet og manipulerende. Lady Macbeth manipulerer sin mand iskoldt. Lady Macbeth bliver drevet til sindssyge af sin rolle i kongens forbrydelser, og dør uden for scenen i den sidste akt.
Macbeth er også en skotsk klan.

## Resume af handling
Macbeth er et af de korteste stykker skrevet af William Shakespeare. Efter et stort slag, som Macbeth har gjort en stor indsats for at vinde, bliver han hædret med titlen "Thane of Cawdor". Efter slaget rider han med sin bedste ven hjemefter, hvor de på vejen møder tre hekse, som forudsiger, at Macbeth vil blive Skotlands næste konge. Macbeth kommer hjem til sin kone, Lady Macbeth, og fortæller hende om forudsigelsen. Stærkt grebet af denne forudsigelse planlægger og udfører de mordet på Skotlands konge. Macbeth har sine tvivl, men Lady Macbeth overtaler ham ved at nære hans ambitioner. Efter mange drab bliver Lady Macbeth grebet af skyldfølelser, som hun ikke kan håndtere, og hun bliver langsomt mere og mere sindssyg. Til sidst begår hun selvmord uden for scenen.
|  | Dette afsnits indhold bærer præg af maskinoversættelse og/eller tvivlsomt indhold Dette afsnits indhold bærer præg af at være en maskinoversættelse og/eller meget dårligt og uklart formuleret (også kaldet "dåsedansk"). Det vurderes at sproget er så dårligt og eventuelt forkert eller til at misforstå, at det bør omskrives eller oversættes på ny. Du kan hjælpe med at oversætte til korrekt dansk i denne og lignende artikler. Hvis dette ikke sker inden for kort tid, kan en sletning komme på tale. Se evt. denne sides diskussionsside eller i artikelhistorikken. |

Første akt.
I 1. akt introduceres de centrale personer samt scenen og temaet: Tre hekse spår, at Macbeth bliver konge. Dramaet begynder med tre spøgelsesagtige hekse, der midt i et tordenvejr diskuterer, hvornår og hvor de vil mødes igen. Samtidig udkæmpes i Forres et slag med den skotske kong Duncans tropper mod den norske kong Sweno, der støttes af oprøreren Macdonwald. I lejren nær slagmarken får kong Duncan at vide, at Macdonwald blev besejret af Macbeth, og at Thanen af Cawdor også støttede nordmændene. Efter skotternes sejr beordrer Duncan embedet og værdigheden for den forræderiske Thane af Cawdor overført til Macbeth.
Ude på en hede møder Macbeth og Banquo heksene på vej tilbage fra kamp. De tiltaler ham som Than af Cawdor og spår, at han snart vil være konge; til hans ledsager Banquo proklamerer de derimod, at han en dag vil være kongers stamfader. Macbeth, der er uvidende om de seneste militære begivenheder, er mere forvirret end overbevist af denne profeti. Men da Rosse informerer ham om kongens beslutning om at udnævne ham til than af Cawdor, og den første del af profetien hurtigt bliver opfyldt, begynder han at spekulere og bliver hemmeligt grebet af ideen om at erstatte den gamle kong Duncan med sig selv.
Informeret af sin mand om det mærkelige møde med heksene, opfordrer den ambitiøse Lady Macbeth sin mand til at handle: Da hun udelukker muligheden for, at hendes mand kan bestige tronen naturligt, mener hun, at han derfor må myrde kong Duncan. Macbeth reagerer spontant mod dette, men for ikke at fremstå som en kujon for sin kone og for at bevise sin maskulinitet, som hun har stillet spørgsmålstegn ved, giver han endelig efter og accepterer at dræbe Duncan, når denne snart efter besøger Macbeth på hans slot i Inverness. Parret begynder forberedelserne til deres forbrydelse, mens Duncan og hans sønner samt thanes og deres følge ankommer til Inverness som gæster.

Anden akt
Macbeth myrder Duncan og udråber sig selv til den nye konge. Indtil dette tidspunkt handler han imidlertid ikke kun på eget initiativ, men lader sig lokke til handlingen af sin kone, som taler ham fra alle bekymringer. Da Banquo og hans søn Fleance er ved at gå til deres værelse for natten, støder de på Macbeth i den bælgmørke gårdhave. Banquo indrømmer, at heksenes profetier hjemsøger ham i hans drømme. Macbeth hævder derimod, at han ikke tænker over det mere, men indvilliger i at diskutere emnet igen med Banquo på et senere tidspunkt. Efter Banquo og Fleance har sagt farvel, dukker en svævende, blodplettet dolk pludselig op for Macbeths øjne. Han tolker dette som et overjordisk tegn og invitation til handling og udfører det, da Lady Macbeth som signal ringer med en klokke.
Da lady Macbeth, der tidligere har bedøvet kongens vagter med et sovemiddel, dukker op i slotsgården for at tilse sin mand, finder hun en helt fortvivlet Macbeth. Til hustruens rædsel bærer han stadig mordvåbnet med sig i stedet for som aftalt at have presset det i hænderne på de sovende vagter. Da han nægter at komme ind i kammeret til kongens blodige lig yderligere en gang for at bringe dolkene derhen, udfører Lady Macbeth selv denne del af planen. Efter deres tilbagevenden høres pludselig en kraftig banken fra slotsporten. De to forsvinder hurtigt for at rense deres hænder for blod og tage deres natklæder på.
I mellemtiden er slottets portvagt, der er sur og morgengnaven på dette tidlige tidspunkt, vågnet op og åbner porten for Macduff og Lennox, der dog først får lov at banke mange gange forgæves. Da Macbeth, angiveligt vækket af støjen, dukker op ved porten, spørger Macduff om Duncans tilstand, hvorefter Macbeth fører ham til kongens kammer. Macduff opdager mordet, slår alarm og sætter hele hoffet i oprør. I den generelle forvirring dræber Macbeth Duncans to betjente som de påståede mordere. Mens Macduff bliver mistænksom over for denne handling, beslutter kongens sønner, Donalbain og Malcolm, at flygte til henholdsvis Irland og England af frygt for, at de også vil blive myrdet og mistænkt for at have dræbt deres far.

Tredje akt
Macbeth har mulighed for at genoverveje sine handlinger men beslutter at føre planen helt til ende. Han beordrer mordet på sin ven Banquo. Men den voksende modstand mod tronraneren varsler Macbeths fald. Efter Duncans død og hans sønners flugt krones Macbeth til konge som den tredje i tronfølgen. Han frygter dog for sin position, dels fordi Banquo kender til heksene og dels, fordi Macbeth ifølge deres profeti ikke vil blive stamfader til den kongelige linje. Han sender snigmordere for at få Banquo og hans søn Fleance myrdet. De dræber Banquo, men Fleance når at flygte. Da Macbeth hører om dette, bliver han oprørt, da han nu stadig må frygte for sit kongedømme.
Samme aften holder Macbeth en banket for at fejre sin kroning. Da Banquos spøgelse dukker op og sætter sig på Macbeths stol, bliver kongen bange og forvirret. Men da han er den eneste, der ser Banquo, er selskabet stærkt forstyrret af kongens mærkelige opførsel over for en tom stol. Lady Macbeth forsøger at redde situationen og dække over sin mands forræderiske udråb og undskylder hans hallucinationer som en midlertidig og harmløs familiesygdom. Men da hændelsen gentager sig, afbryder hun fejringen og sender gæsterne hjem.
I lyset af disse begivenheder beslutter Macbeth at besøge de tre hekse en anden gang for at finde ud af sin fremtid.

Fjerde akt
4. akt udskyder den uundgåelige tragedie ved at give Macbeth et glimt af håb gennem den anden profeti om, at han kan undslippe undergangen. I en grotte brygger heksene en eliksir, da Macbeth banker på døren – med den anden heks' ord: "Something wicked this way comes." Han kommer ind og beder de gamle kvinder om at forudsige hans skæbne. Heksene fremtryller derefter tre åbenbaringer: Den første, et bevæbnet hoved, belærer ham om at passe på Macduff. Den anden, et blodigt barn, proklamerer for ham, at intet menneske født af en kvinde nogensinde kan skade ham. Det tredje syn, et kronet barn med et træ i hånden, lover Macbeth, at han ikke har noget at frygte, før Birnam-skoven kommer til slottet Dunsinane.
Kongen er glad for disse nye profetier, men opfordrer heksene til at fortælle ham, om Banquos efterkommere virkelig vil blive konger. De tre søstre konfronterer derefter Macbeth med andre åbenbaringer: Otte figurer klædt ud som konger og tilsyneladende efterkommere af Banquo, og til sidst Banquo selv som den sidste i serien. Med denne vision forsvinder heksene og efterlader Macbeth alene.
Lennox dukker op og fortæller kongen, at Macduff er flygtet til England for at lede en oprørshær mod Macbeth sammen med Malcolm. Som hævn beordrer han Macduffs kone og børn myrdet. Macduff søger hævn, da han hører om mordet og indgår en alliance mod Macbeth med Malcolm og kong Edward i England. Sammen med Malcolm og Siward, jarl af Northumberland og engelsk militærleder, går Macduff i krig mod Macbeth.

Femte akt
På Dunsinane Castle fremstår Macbeth som en forbitret tyran, mens hans kone, plaget af dårlig samvittighed over sin skyld i Duncans død, lider af mareridt og går i søvne og fantaserer, at blodet ikke kan vaskes af hendes hænder. Til sidst mister hun forstanden og tager sit eget liv. Det betyder, at alle kongens tidligere fortrolige og venner enten er flygtet eller døde.
De tropper, der nærmer sig, gemmer sig bag camouflerede grene og kviste fra Birnam-skoven for ubemærket at kunne rykke frem til Dunsinane. Da Macbeth hører om den »vandrende skov«, indser han, at denne del af profetien vil blive opfyldt. I første omgang er ingen dog i stand til at dræbe kongen. Endelig konfronterer Macduff Macbeth i en duel. Til Macbeths hånlige bemærkning om, at ingen mand født af en kvinde er i stand til at dræbe ham, svarer Macduff, at han ikke blev født af sin mor, men blev skåret ud af hendes livmoder under fødslen. Macbeth nægter imidlertid at overgive sig og bliver dræbt i en duel af Macduff. Duncans søn Malcolm udråbes derefter til ny konge af Skotland.

## Filmversioner
- Macbeth (1916), instrueret af John Emerson
- Macbeth (1948), instrueret af Orson Welles
- Throne of Blood (1957), instrueret af Akira Kurosawa, er en genfortælling af Macbeth der foregår i middelalderens Japan.
- Macbeth (1971), instrueret af Roman Polanski
- Macbeth (1978), instrueret af Philip Casson
- Macbeth (2005), instrueret af Mark Brozel
- Macbeth (2006), instrueret af Geoffrey Wright
- Macbeth (2015), instrueret af Justin Kurzel

## Musik
- Operaen Macbeth (1847) af Giuseppe Verdi
- Macbeth er et af Richard Strauss's tidligste tonedigte (1890).